# Bướm trắng Tây Virginia
Bướm trắng Tây Virginia (Pieris virginiensis) là tên gọi dùng để chỉ loài bướm ngày được tìm thấy ở Great Lakes, dọc theo dãy núi Appalachian từ New England đến Alabama, và ở miền nam Ontario. Chúng có thể tìm thấy trong các khu rừng rụng lá ôn đới ẩm.
Nó có cánh trắng đục với chiều dài 4,5-5,5 cm; Mặt dưới của cánh sau có màu xám nâu hoặc xám nhạt dọc theo các viền.

## Hình ảnh

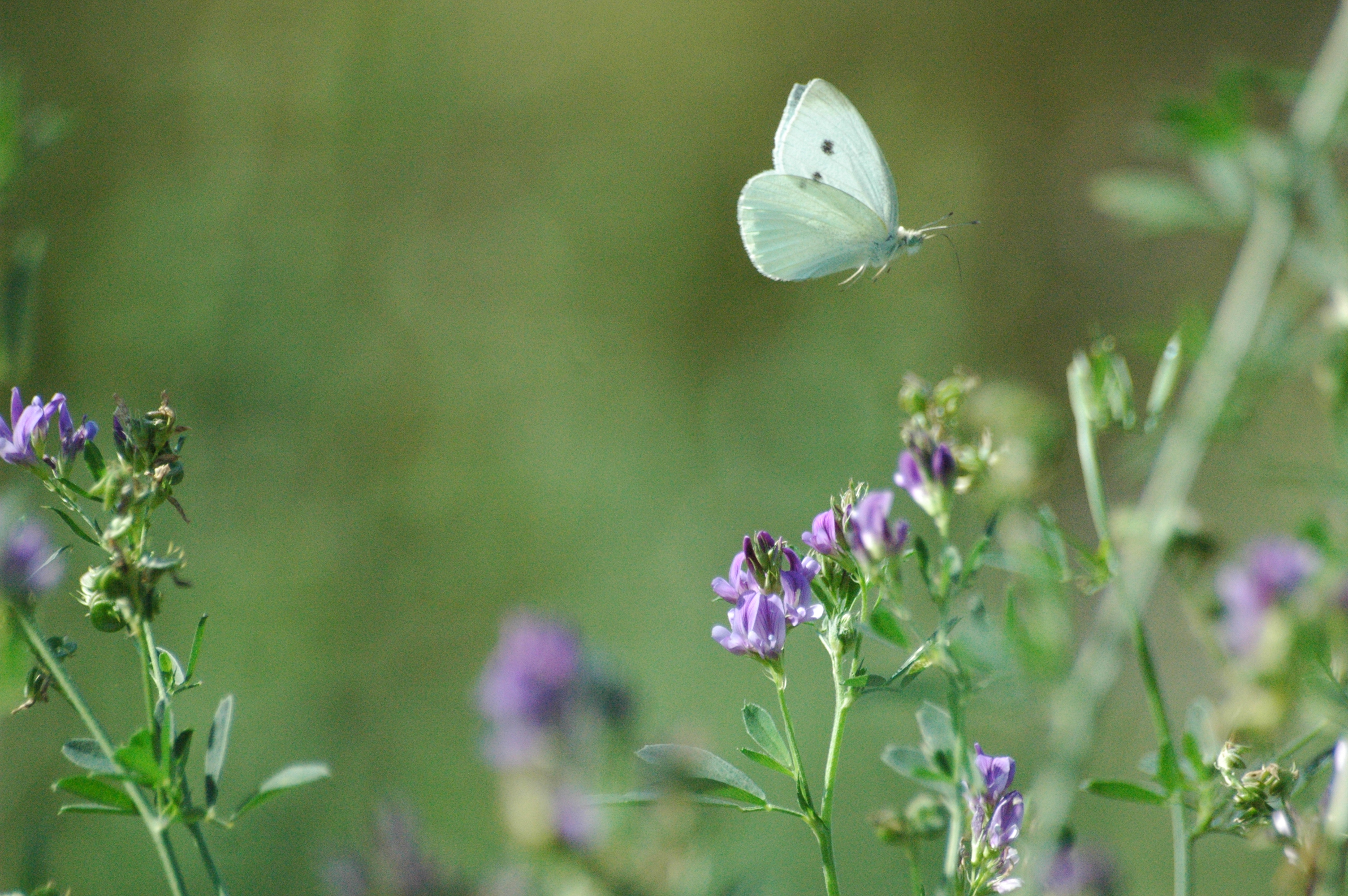
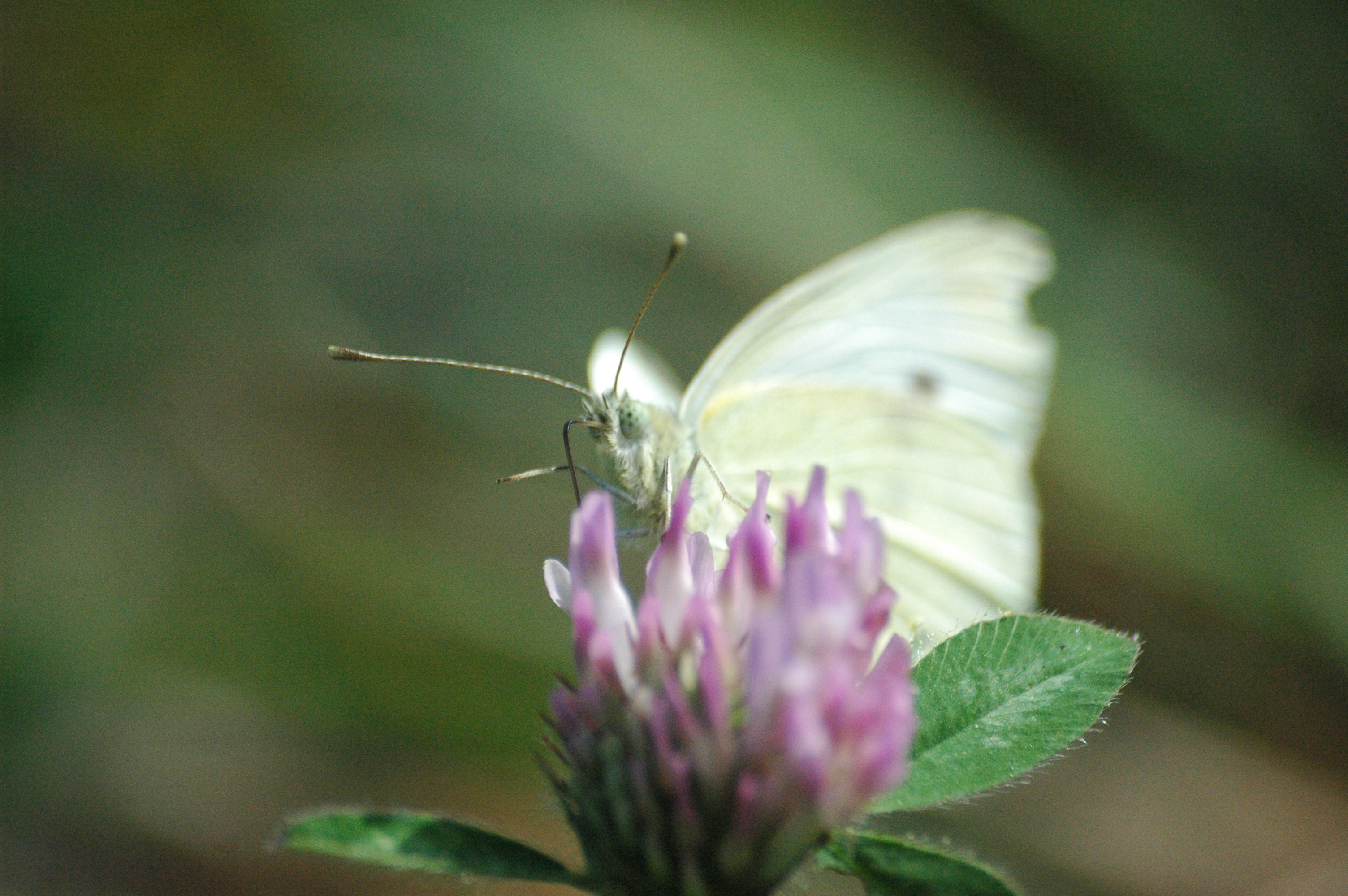
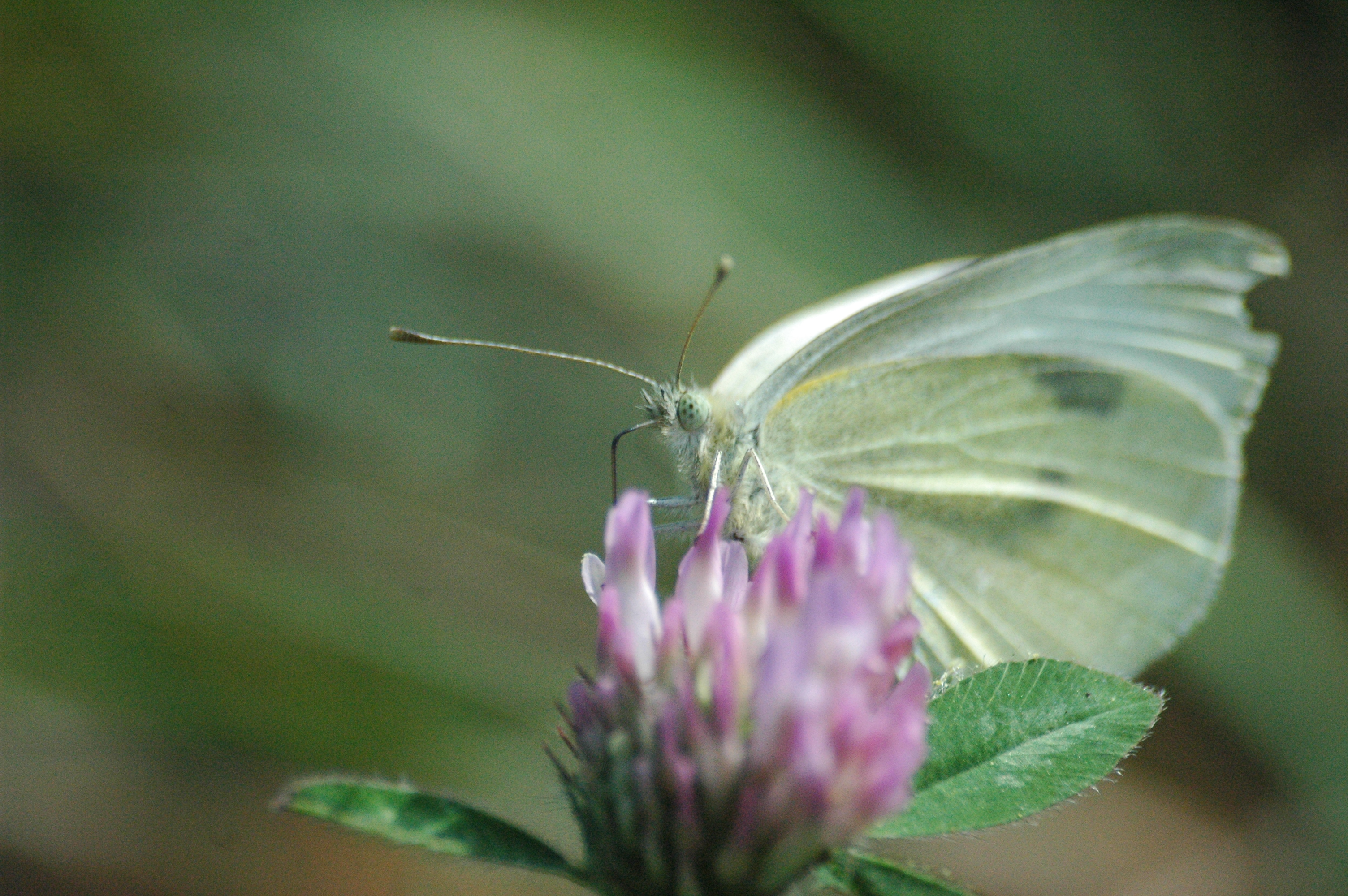
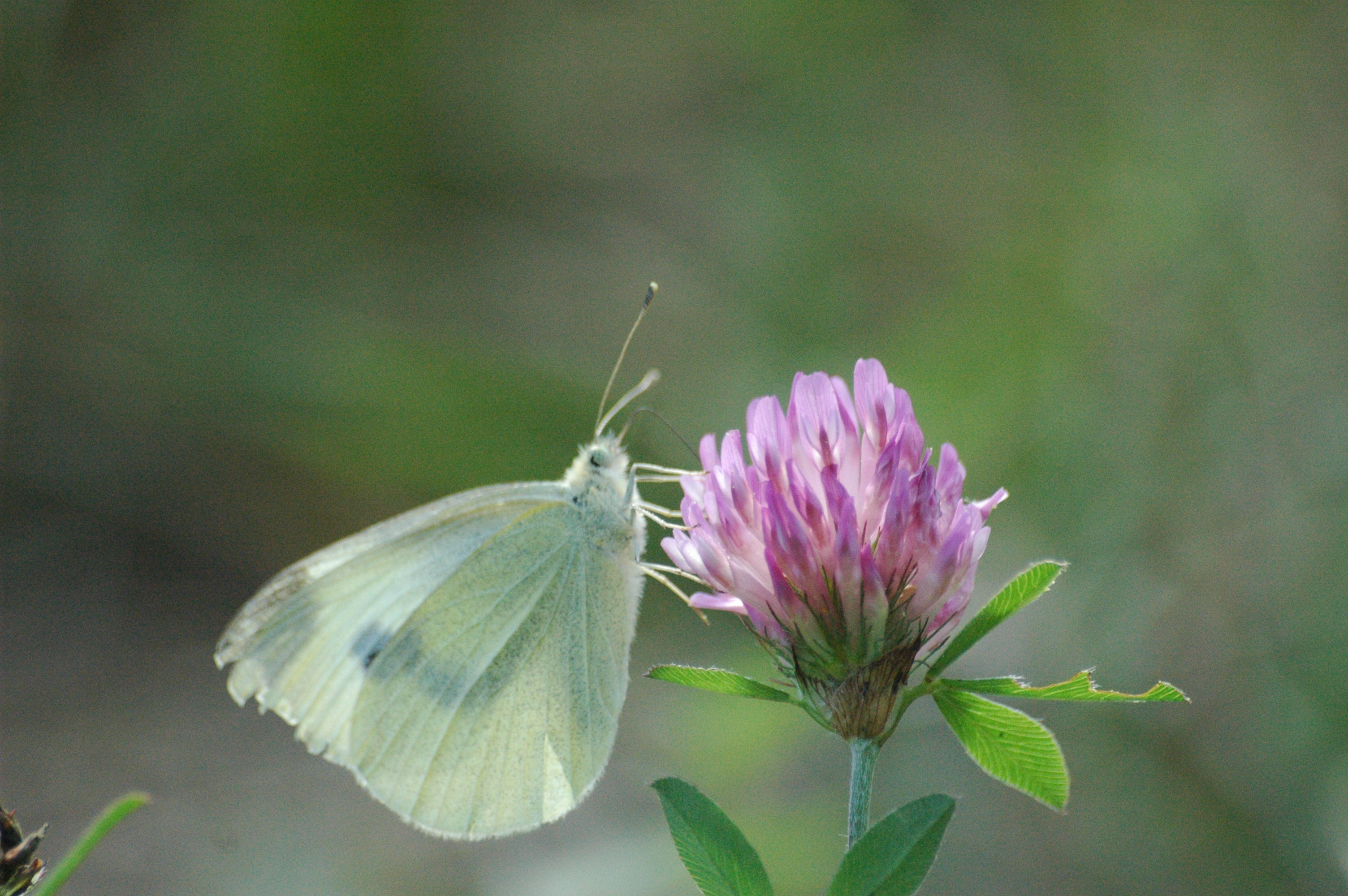